# 穆爾訥湖
49°20′57″N 12°12′16″E / 49.34917°N 12.20444°E

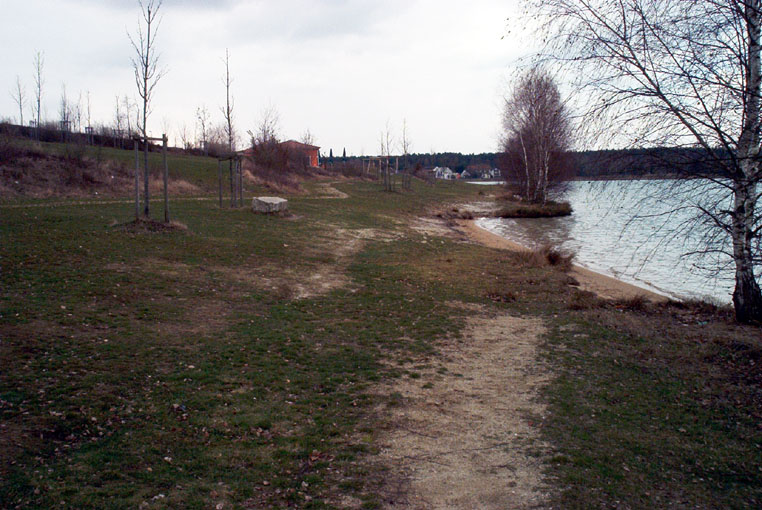

穆爾訥湖（德語：Murner See），是德國的湖泊，位於該國東南部，由巴伐利亞負責管轄，處於瓦克斯多夫以北，面積0.9平方公里，海拔高度395米，最大水深50米。